# Luigi De Bettin
Luigi de Bettin (...) è un ex bobbista italiano.

## Biografia
Viene ricordato come vincitore di una medaglia d'argento nella sua disciplina, ottenuta ai campionati mondiali del 1963 (edizione tenutasi a Innsbruck, Austria) insieme ai suoi connazionali Mario Pallua, Angelo Frigerio e Sergio Mocellini
Nell'edizione l'oro andò all'altra nazionale italiana.